# Ispolac
Ispolac ili šešula je dio opreme svih čamaca i brodica, a služi za pražnjenje vode iz njih. Ispolac se nekada radio isključivo od drva, i to najčešće dubljenjem jednog komada drva, a danas se izrađuje najčešće od plastike te se također sve više zamjenjuje raznim tipovima kaljužnih pumpi.
Pravilnik o brodicama u člancima 28, 29, 30,31, 32, 33 navodi nužnu opremu raznih vrsta brodica. U svakom od ovih članaka poimence je spomenut ispolac i kablić, a brodica ih ne mora imati ako ima ugrađenu kaljužnu pumpu.